# Кии (полуостров)
 Тази статия е за полуострова.  За протока вижте Кии (проток).  
Кии (на японски: 紀伊半島, Kii Hantō)) е полуостров в южната част на остров Хоншу, вдаващ се 140 km на юг в Тихия океан. Разположен е между заливите Исе на изток и Осака на северозапад, а на запад протокът Кии го отделя от остров Шикоку. Ширината му от запад на изток е 170 km, а площта – 9900 km². Бреговете му са силно разчленени от малки заливи, полуострови и крайбрежни острови. Почти целият полуостров е зает от ниски и средновисоки, дълбоко разчленени планини с максимална височина връх Мисен (1915 m), издигащ се в централната му част. На запад текат реките Кинокава и Хидака, на юг – Хики, Кодза и Кумано с двете съставящи я Китаяма и Тоцу, а на изток – Мия и Кусида. Долните части на планинските склонове са заети от вечнозелени тропични гори, а горните – от широколистни листопадни гори. Населението е съсредоточено предимно по крайбрежието, като най-големите селища и пристанища са градовете Цу, Мацудзаки, Исе, Овасе, Сингу, Танабе, Гобо, Арита, Кайнан, Вакаяма, Касивада и др.